# シビウ・サイクリングツアー
シビウ・サイクリングツアー （Sibiu Cycling Tour、2015年まではCycling Tour of Sibiu）はルーマニアのシビウで2011年から開催されているロードレースである。UCIヨーロッパツアー（カテゴリー2.1）のステージレースで毎年7月に開催されている。シビウ県およびシビウ市が共催している。市周辺で行われる5日間のステージレースで、玉石舗装の市街地道路を利用した個人タイムトライアルをプロローグとし、トランスファガラシャンを通ってバレア湖までのコースと、リゾート地であるパルティニスまでの2つの山岳ステージを含むが、コース自体は毎年変更されている。

## 歴代総合優勝者
| 年   | 優勝者                       | 国           | チーム                                         |
| ---- | ---------------------------- | ------------ | ---------------------------------------------- |
| 2011 | Vladimir Koev                | ブルガリア   | Konya–Şekerspor–Torku–Vivelo                   |
| 2012 | Víctor de la Parte           | スペイン     | SP Tableware                                   |
| 2013 | ダビデ・レベリン             | イタリア     | CCC–Sprandi–Polkowice                          |
| 2014 | Radoslav Rogina              | クロアチア   | Adria Mobil                                    |
| 2015 | Mauro Finetto                | イタリア     | ウィリエール・トリエスティーナ＝サウスイースト |
| 2016 | Nikolay Mihaylov             | ブルガリア   | CCC–Sprandi–Polkowice                          |
| 2017 | エガン・ベルナル             | コロンビア   | アンドローニ・シデルメク・ボッテキア           |
| 2018 | イヴァン・ソーサ             | コロンビア   | アンドローニ・ジョカットーリ・シデルメク       |
| 2019 | ケビン・リベラ               | コスタリカ   | アンドローニ・ジョカットーリ・シデルメク       |
| 2020 | グレゴール・ミュールベルガー | オーストリア | ボーラ＝ハンスグローエ                         |
| 2021 | ジョヴァンニ・アレオッティ   | イタリア     | ボーラ＝ハンスグローエ                         |
| 2022 | ジョヴァンニ・アレオッティ   | イタリア     | ボーラ＝ハンスグローエ                         |
| 2023 | マーク・ドノヴァン           | イギリス     | Q36.5 Pro Cycling Team                         |
| 2024 | フロリアン・リポヴィッツ     | ドイツ       | ボーラ＝ハンスグローエ                         |

## 参考資料
- シビウ・サイクリングツアー公式ウェブサイト